# バック・オーウェンス
バック・オーウェンス（英: Alvis Edgar "Buck" Owens, Jr.、1929年8月12日 - 2006年3月25日）は、アメリカの歌手、ミュージシャン、作詞作曲家、ベーカーズフィールド・サウンドの創始者である。ビルボードのカントリー・チャートでナンバー1を21曲獲得した。

## 生い立ち
1929年にテキサス州シャーマンのオーウェンス農場で生まれる。バックという名は農場にいたロバの名で、4歳の頃、自分でバックと名乗った。1937年、ダストボウルと大恐慌の最中に一家はアリゾナ州メサへ引っ越した。

## 経歴
1945年、オーウェンスはレイ・ブリテンと共に15分のラジオ番組「Buck and Britt」で司会をしていたが、すぐにカリフォルニアのトラック運転手に転職し、1951年に妻と共にベーカーズフィールドへ引っ越した。その頃からすでに音楽の仕事を始め、キャピトル・レコードでトミー・コリンズやワンダ・ジャクソン、テネシー・アーニー・フォードなどのギターを務める売れっ子ギタリストになっていた。
その後、ペップ・レーベルでロカビリー「ホット・ドッグ」をコーキー・ジョーンズ名義で発売した。名義を変更した理由は、カントリーをやりたかったオーウェンスにとって、ロカビリーを発表することはキャリアに傷が付くと考えていたためであった。
2番目の妻とワシントン州に移り、ダスティ・ローズのバンドでギター兼ボーカルを務める。1957年、キャピトル・レコードと契約。
1958年、ワシントン州タコマで後に相棒となるドン・リッチと出会う。リッチのフィドルにノーキー・エドワーズをリード・ギターに迎えた彼らの演奏は地元で評判を呼んだ。
1959年、リッチと協演したシングル、「セカンド・フィドル」は好評を博し、ビルボードのカントリー・チャートで24位になった。同年、ダスティ・ローズとの共作「アンダー・ユア・スペル・アゲイン」が4位になり、キャピトルはオーウェンスにベーカーズフィールドへ戻るように要請した。オーウェンスはリッチにも付いて来るように説得したが、リッチはセントレーリア大学へ進むことを望んでおり、オーウェンスの願いは叶わなかった。
1960年、シングル「アバヴ・アンド・ビヨンド」がチャート3位にランクインした。B面はローズと共作の「ティル・ジーズ・ドリームズ・カム・トゥルー」であった。同年11月、リッチが大学を中退し、オーウェンスのバンドに加わる決心をし、ベーカーズフィールドへ引っ越した。
1963年、「アクト・ナチュラリー」がナンバー1を獲得する。最初、オーウェンスはこの曲を気に入らず、録音することを躊躇していたが、リッチが気に入り、オーウェンスを説得して録音された。